# Lạc Nông
Lạc Nông là một xã thuộc huyện Bắc Mê, tỉnh Hà Giang, Việt Nam.

## Địa lý
Xã Lạc Nông có vị trí địa lý:
- Phía đông giáp thị trấn Yên Phú
- Phía tây giáp xã Minh Ngọc
- Phía nam giáp xã Yên Cường và xã Thượng Tân
- Phía bắc giáp xã Minh Sơn và xã Giáp Trung.

Xã Lạc Nông có diện tích 46,91 km², dân số năm 2019 là 2.724 người, mật độ dân số đạt 58 người/km².

## Hành chính
Xã Lạc Nông được chia thành 9 thôn: Hạ Sơn 1, Hạ Sơn 2, Nà Pâu, Bản Khén, Bản Noong, Lũng Luông, Nà Cắp, Phia Vèn, Giáp Cư.

## Lịch sử
Trước đây, Lạc Nông là một xã thuộc huyện Vị Xuyên.
Ngày 18 tháng 11 năm 1983, Hội đồng Bộ trưởng ban hành Quyết định số 136-HĐBT về việc thành lập huyện Bắc Mê trên cơ sở tách xã Lạc Nông của huyện Vị Xuyên.